# Katalánská rallye 1996
Katalánská rallye 1996 byla devátou soutěží Mistrovství světa v rallye 1996 a sedmou soutěží pro kategorii W2L. Zvítězil zde Colin McRae s vozem Subaru Impreza 555. V kategorii W2L vyhrál Oriol Gomez Marco s vozem Renault Mégane MAXI.

## Průběh soutěže
Tým Škoda Motorsport zde poprvé nasadil vozy Škoda Felicia Kit Car 1600. Ve třídě dvoulitrů vedl odpočátku Gomez. Vozy Škoda se pohybovaly na 11. a 13. pozici ve skupině. Přes velké odpadnutí posádek se ale týmu Škoda nepodařilo vybojovat mistrovský titul. Emil Triner dokončil soutěž na 23. pozici a devátý ve třídě, Pavel Sibera byl vždy o pozici zpět. Tým Škoda tak udržel průběžné druhé místo mezi týmy.

## Výsledky
1. Colin McRae, Derek Ringer – Subaru Impreza 555
2. Piero Liatti, Fabrizia Pons – Subaru Impreza 555
3. Bruno Thiry, Stéphane Prévot – Ford Escort RS Cosworth
4. Freddy Loix, Sven Smeets – Toyota Celica GT-Four ST-205
5. Tommi Mäkinen, Juha Repo – Mitsubishi Lancer EVO III
6. Patrick Bernardini, Dominique Savignoni – Ford Escort RS Cosworth
7. Kenneth Eriksson, Staffan Parmander – Subaru Impreza 555
8. Oriol Gomez Marco, Marc Marti – Renault Mégane MAXI
9. Rui Madeira, Nuno da Silva – Toyota Celica GT-Four ST-205
10. Angelo Madeghini, Barbara Madeghini – Subaru Impreza 555